# Густав фон Лібенштайн
У Вікіпедії є статті про інших людей з прізвищем Лібенштайн.
Барон Густав фон Лібенштайн (нім. Gustav Freiherr von Liebenstein; 24 квітня 1891, Раштат — 17 січня 1967, Мюнхен) — німецький морський офіцер, капітан-цур-зее резерву крігсмаріне. Кавалер Лицарського хреста Залізного хреста.

## Нагороди[1]
- Залізний хрест 2-го і 1-го класу
- Почесний хрест ветерана війни з мечами
- Застібка до Залізного хреста
  - 2-го класу (9 квітня 1940 року)
  - 1 квітня (27 липня 1940 року)
- Нагрудний знак мінних тральщиків
- Відзначений у Вермахтберіхт
  - «У постачанні Сицилії та евакуації підрозділів, які там бились, особливо відзначились підрозділи крігсмаріне під командуванням фрегаттен-капітана барона фон Лібенштайна, які працювали, не покладаючи рук» (20 серпня 1943 року).
- Німецький хрест в золоті (22 серпня 1943 року) — як фрегаттен-капітан резерву і керівник морського транспорту в Мессінській протоці та 2-ї флотилії мінних тральщиків.
- Лицарський хрест Залізного хреста (3 вересня 1943 року)